# 尼泊爾峰
尼泊爾峰（英語：Nepal Peak）是南極洲的山峰，位於奧次地，處於古爾卡峰北端，屬於庫克山脈的一部分，海拔高度1,203米，由美國南極名稱諮詢委員命名，現時由南極條約體系管理。